# SMS Hamburg (1903)
Корабль его величества «Гамбург» (нем. SMS Hamburg) — второй корабль в серии из семи крейсеров типа «Бремен» флота Германской империи (Кайзерлихмарине), назван в честь города Гамбурга. Построен на верфи компании AG Vulcan Stettin в г. Штеттин. Корпус был заложен в 1902 году, спущен на воду 25 июля 1903 года. 8 марта 1904 года вошёл в состав флота. В течение 40-летней службы находился в составе Кайзерлихмарине, Рейхсмарине и Кригсмарине. Был вооружён главной батареей из десяти 105 мм орудий и двумя 45-м торпедными аппаратами. Мог развивать скорость в 22 узла (41 км/ч).
Первые восемь лет активной службы «Гамбург» провёл в составе Флота открытого моря. Оставшуюся часть службы «Гамбург» в составе флотилий подводных лодок, сначала как флагман 1-й флотилии подлодок, затем как плавучая казарма для экипажей подводных лодок в ходе Первой мировой войне.
После завершения войны вернулся к активной службе в составе Рейхсмарине. Служил с 1936 по 1944 года. В начале июля 1944 «Гамбург» отправился на буксире в г. Гамбург для распилки на металл, но в конце месяца был потоплен британскими бомбардировщиками. Корпус был поднят в 1949 и впоследствии разобран на металл в 1956.

## Конструкция
Строительство «Гамбурга» было начато по контракту «К», корпус был заложен на верфи компании AG Vulcan в г. Штеттин в 1902, спущен на воду 25 июля 1903 года, после чего начались работы по достройке корабля. 8 марта 1904 корабль вошёл в состав Гохзеефлотте. Корабль был 111,1 м длиной, 13,3 м шириной, имел осадку в 5,28 м, водоизмещение в 3.651 т при полной боевой загрузке. Двигательная установка состояла из двух паровых машин тройного расширения, индикаторная мощность составляла 10 тыс. лошадиных сил (7.500 кВт), корабль развивал скорость в 22 узла (41 км/ч). Пар для машины образовывался в десяти угольных водотрубных паровых котлов военно-морского типа. Крейсер мог нести 860 тонн угля, что обеспечивало дальность плавания в 4.270 морских миль (7.910 км) на скорости в 12 узлов (19 км/ч). Экипаж крейсера состоял из 14 офицеров и 274—287 матросов.
Вооружение крейсера составляли десять 105 мм скорострельных орудий системы SK L/40 на одиночных опорах, Два орудия были размещены рядом на носу, шесть вдоль бортов по три на каждом борту и два бок о бок на корме. Орудия имели прицельную дальность в 12.200 м. Общий боезапас оставлял 1.500 выстрелов, по 150 выстрелов на орудие. Также корабль вооружён двумя 450 мм торпедными аппаратами с пятью торпедами. Аппараты были установлены в корпусе судна по бортам под водой. Корабль был защищён бронированной палубой толщиной до 80 мм. Толщина стен рубки составляла 100 мм, орудия были защищены тонкими щитами 50 мм толщины.

## Служба
После ввода в строй «Гамбург» служил в составе флота. Был приписан к 1-му субдивизиону крейсерской дивизии Действующего флота. Отряд состоял из лёгких крейсеров «Фрауенлоб» и Аркона, броненосного крейсера «Фридрих-Карл» (флагмана отряда). Корабли были приписаны к 1-й эскадре действующего флота. Второй субдивизион, состоявший из броненосного крейсера и трёх лёгких крейсеров был приписан ко 2-й эскадре. В апреле 1909 «Гамбург» крейсировал в Средиземном море. 21 апреля он был отправлен из Корфу в Мерсин, где мятежники угрожали германским интересам. На следующий день к нему присоединились несколько британских и французских кораблей, включая линкор королевского флота HMS Swiftsure. В 1912 он был отозван с фронтовой службы для роли второго флагмана 1-й флотилии подлодок. После начала первой мировой войны «Гамбург» вернулся в состав флота, но продолжал играть роль флагмана 1-й флотилии. 6 августа «Гамбург» и крейсер «Штеттин» сопровождали флотилию подлодок в Северном море с целью послужить приманкой для британских кораблей, которые затем могли стать целью подлодок. Отряд не встретил никаких британских кораблей и 11 августа вернулся в порт.
15-16 декабря «Гамбург» принимал участие в обстреле Скарборо, Хартлпула и Уитби. Он вошёл в состав крейсерского прикрытия флота Открытого моря, игравшего роль дальнего прикрытия линейных крейсеров контр-адмирала фон Хиппера, которые проводили обстрел. Согласно докладам британских эсминцев адмирал фон Ингеноль приказал силам флота Открытого моря возвращаться в порты Германии. В 06.59 германские корабли «Гамбург», «Роон» и «Штутгарт» наткнулись на эсминцы коммандера Джонса. Джонс преследовал немцев до 7.40 пока «Гамбург» и «Штутгарт» не получили приказ уничтожить своих преследователей. В 08.02 «Роон» сигналами передал двум лёгким крейсерам оставить преследование и идти на соединение с остальными силами флота Открытого моря.
21 апреля 1915 года «Гамбург» близ устья реки Везер в Северном море столкнулся с германским торпедным катером SMS S21.
В ходе Ютландского сражения «Гамбург» был приписан к 4-му разведывательному отряду. Отряд под командованием коммодора фон Ройтера вышел из Вильгельмсхафена в 03.30 31 мая вместе с силами флота. Имея задачу прикрывать флот «Гамбург» и торпедный катер V73 разместились на траверзе 2-й боевой эскадры. «Гамбург» и 4-й разведывательный отряд не участвовали в боях начальной фазы сражения, но в 21.30 повстречали 3-ю британскую эскадру лёгких крейсеров. Корабли Рюйтера повели флот Открытого моря на юг, прочь от разворачивающегося Гранд-флита. Ввиду большого расстояния и плохой видимости только «Мюнхену» и «Штеттину» удалось вступить в бой с британскими крейсерами. «Гамбург» выпустил один залп, туман скрыл его результаты. Рюйтер приказал кораблям выполнить крутой поворот направо, чтобы подманить британцев к большим боевым кораблям германского флота, но 3-я эскадра не клюнула на наживку и вышла из боя.
В дальнейшем, в ходе войны «Гамбург» служил в роли плавучей казармы для флотилии подводных лодок в Вильгельмсхафене. Его командиром с 16 марта 1917 по 12 мая 1918 был корветтенкапитан Фридрих Лютцов. Согласно условиям Версальского договора «Гамбург» стал одним из шести лёгких крейсеров, которых Германии было разрешено оставить. С 1920 года «Гамбург» начал активную службу в новосозданном Рейхсмарине. В 1922 «Гамбург» был приписан к эскадре Северного моря вместе со старым линкором «Брауншвейг» и крейсером «Аркона». В 1923 «Гамбург» вышел из состава флота и стал учебным крейсером для военно-морских кадетов, в этой роли служил с 1924 по 1927. 31 марта 1931 был исключён из военно-морского регистра. Фридрих Лютцов (уже в звании капитана-цур-зее) был капитаном корабля с 27 сентября 1924 по 2 мая 1925. С 1936 по 1944 «Гамбург» снова служил плавучей казармы для флотилии подводных лодок Кригсмарине в Киле. В 1944 командование решило разделать крейсер на металл. 7 июля 1944 крейсер был отбуксирован в г. Гамбург для разборки. Там он и был 27 июля потоплен британскими бомбардировщиками. Корпус был поднят в 1949 году и разделан на металл в 1956 году.